# Escándalo de explotación sexual de menores en Telford
El escándalo de explotación sexual infantil de Telford es un escándalo en curso que abarca varias décadas en el Reino Unido y que involucra a un grupo de hombres paquistaníes que fueron condenados por mantener contacto sexual con menores locales entre 2007 y 2009 en Telford, en el condado inglés de Shropshire. Si bien los informes de los medios habían sugerido que había 100 o más víctimas y alrededor de 200 sospechosos, el Sunday Mirror informó en marzo de 2018 que hasta 1000 menores podrían haberse visto afectados y algunos incluso asesinados, en incidentes que se remontan a la década de 1970. Los trabajadores sociales y la policía ponen en duda este informe, negando que Telford tenga un «problema distinguible en comparación con otras ciudades» [discernible problem compared to other towns].
Sin embargo, según el Ministerio del Interior, en 2015, Telford tenía la tasa más alta de casos de explotación de menores de cualquier ciudad del Reino Unido. El informe también reveló que muchos de ellos fueron denunciados al municipio pero fueron ignorados. Telford tiene una población de algo menos de 170 000 personas.
En julio de 2022 se publicó el informe de una investigación sobre el escándalo que se había realizado en los tres años anteriores. Reveló que más de 1000 niñas habían sido abusadas sexualmente durante un período de 40 años y que las autoridades culparon a las niñas por el abuso que sufrieron y no a los perpetradores, y algunos casos no fueron investigados debido al «nerviosismo sobre [la percepción d]el racismo» [nervousness about race]. El informe formuló 47 recomendaciones para que las policías involucradas pudieran mejorar. La policía de Mercia Occidental se disculpó «inequívocamente» por los eventos del pasado, así como el Ayuntamiento de Telford y Wrekin. A menudo se culpaba a las víctimas con la excusa de que se «prostituían voluntariamente» y los perpetradores se envalentonaban por la falta de acción policial.

## Escándalo

Ubicación de Shropshire

En una serie de juicios que duraron dos años y concluyeron en mayo de 2013, siete hombres fueron declarados culpables de delitos sexuales contra cuatro niñas de entre 13 y 16 años. Los delitos incluían violación, inducción a la prostitución infantil y tráfico sexual con fines de prostitución. El cabecilla de la banda era Ahdel «Eddie» Ali, junto con su hermano Mubarek «Max». La pareja ofrecía a sus víctimas cannabis, alcohol y dinero para animarlas a tener relaciones sexuales.
En marzo de 2018, las investigaciones del Sunday Mirror alegaron que el alcance de la banda de engaño pederasta de Telford era mucho más amplio de lo que se había creído anteriormente, con afirmaciones de que hasta 1000 niñas, la mayoría de ellas blancas, habían sido víctimas de trata, drogas, palizas, violaciones e incluso asesinatos. Al igual que en otros casos de pandillas de engaño pederasta, se alegó que las autoridades no retuvieron los detalles de los abusadores de la comunidad islámica por temor a ser vistos como racistas y la policía conocía las actividades de las pandillas desde principios de la década de 1980.
El superintendente jefe Tom Harding, de la policía de Mercia Occidental, cuestionó las cifras dadas por el Sunday Mirror. «No creo que Telford tenga problema distinguible en comparación con otras ciudades», declaró al Shropshire Star. «La explotación sexual infantil se produce en todo el país, y Telford no es diferente a cualquier otro lugar. Estoy seguro de que aquí entendemos la magnitud del problema y tenemos los recursos para abordarlo».
Harding también cuestionó las afirmaciones de que los delincuentes eran predominantemente paquistaníes. Reiteró que los delitos sexuales en la ciudad no eran diferentes proporcionalmente del colapso general de la sociedad.

## Operación Cáliz
La policía de Mercia Occidental organizó la «Operación Cáliz» para investigar las denuncias sobre el acoso del que estaban siendo víctimas las niñas locales. Los agentes creen que entre 2007 y 2009 se vieron afectadas hasta 100 niñas.
Según una investigación del programa Dispatches de la cadena de TV Channel 4, «The Hunt for Britain's Sex Gangs» (2013), se había informado a la policía de Telford que los delincuentes «eyaculaban y luego orinaban en la boca de las niñas». También hubo acusaciones de «violaciones en grupo por parte de colas de hombres mientras las niñas eran rehenes durante horas, a veces días –mientras, las obligaban a escuchar los gritos de otras niñas en otras habitaciones».

## Condenas

### Condenas de 2012
| Nombre                   | Edad | Condena | Oración          |
| ------------------------ | ---- | --- | ---------------- |
| Ahdel ‹Eddie› Ali        | 25   | «un cargo de violación, 11 cargos de actividad sexual con una menor, tres cargos de controlar la prostitución infantil, uno de incitación a la prostitución infantil, un cargo de incitar a una menor a participar en actividades sexuales y encontrarse con una menor después de engañarla para tener relaciones sexuales» | 18 años          |
| Mubarek ‹Max› Ali        | 29   | «cuatro condenas por controlar prostitución infantil, dos por trata en el Reino Unido con fines de explotación sexual y un cargo por causar prostitución infantil» | 14 años          |
| Mohammed Islam Choudhrey | 54   | «pagar por sexo con una colegiala de Telford» | 2 años y 6 meses |
| Mohammed Ali Sultán      | 26   | «tener relaciones sexuales con dos adolescentes, una de las cuales tenía 13 años» | 7 años           |
| Mohammed Younis          | 61   | «permitir que su piso fuera utilizado como burdel al permitir que un hombre tuviera relaciones sexuales con una chica que estaba siendo controlada como prostituta» | 2 años y 6 meses |
| Mahroof Khan             | 35   | «tener sexo con una menor de 15 años» | 2 años y 6 meses |
| Tanveer Ahmed            | 40   | «controlar a una niña prostituta» | 2 años y 6 meses |

### Condenas de 2019
| Nombre              | Edad | Convicción                                           | Oración                                       |
| ------------------- | ---- | ---------------------------------------------------- | --------------------------------------------- |
| Amjad Hussain       | 38   | Agresión sexual indecente                            | 4 años y 6 meses                              |
| Mohamed Rizwan      | 37   | Agresión sexualindecente                             | 5 años y 6 meses                              |
| Mohammed Ali Sultán | 33   | Violación y tres cargos de Agresión sexual indecente | 8 años, con un permiso extendido de dos años. |

## Investigación

### Llamada para una investigación independiente
El 26 de octubre de 2016, la diputada conservadora de Telford, Lucy Allan, pidió una investigación independiente. Dijo que se reunió con una víctima del abuso que le dijo que muchos de los peores delincuentes no habían sido procesados y todavía vivían en el área. Allan dijo que pediría a la entonces primera ministra, Theresa May, que tomara medidas. 

### Investigaciones
El caso Telford fue uno de varios casos que provocaron a investigaciones sobre la afirmación de que «la mayoría de los perpetradores habían sido paquistaníes británicos»; el primero fue del grupo de expertos Quilliam, que publicó un informe en diciembre de 2017 titulado «Explotación sexual infantil en grupos: disección de pandillas de engaño pederasta» [Group Based Child Sexual Exploitation – Dissecting Grooming Gangs], que afirmaba que el 84% de los delincuentes eran de ascendencia paquistaní. Sin embargo, este informe fue duramente criticado por su naturaleza poco científica y su pobre metodología por parte de Ella Cockbain, experta en explotación sexual infantil, y Waqas Tufail en su artículo «Fallando a las víctimas, alimentando el odio: desafiando el daño de las ‹pandillas de engaño pederasta musulmanas›» [Failing Victims, Fueling Hate: Challenging the Harms of the 'Muslim Grooming Gangs' Narrative], que fue publicado publicado en enero de 2020. Escribiendo en The Guardian, Cockbain y Tufail declararon que «el estudio de dos años realizado por el Ministerio del Interior deja muy claro que no hay fundamentos para afirmar que los hombres musulmanes o de ascendencia paquistaní estén involucrados de manera desproporcionada en tales crímenes, y, citando nuestra investigación, confirmó la falta de fiabilidad de la afirmación de Quilliam».
Una investigación adicional realizada por el Ministerio del Interior, cuyos resultados se publicaron en diciembre de 2020, mostró que los grupos de explotación sexual infantil estaban compuestos más comúnmente por hombres blancos y no por hombres británicos paquistaníes. En el informe se afirma: «Las investigaciones han demostrado que los autores de delitos de explotación sexual infantil en grupo son, en su mayoría, blancos. Algunos estudios sugieren una sobrerrepresentación de los autores negros y asiáticos de delitos en relación con la demografía de las poblaciones nacionales. Sin embargo, no es posible concluir que esto sea representativo de todos los delitos de explotación sexual infantil en grupo».

### Investigación e informe independientes
El 12 de julio de 2022 se publicó un informe resultante de una investigación independiente dirigida por Tom Crowther. El informe encontró que se había abusado sexualmente de más de 1000 niñas en un período de 40 años y que su abuso fue ignorado durante décadas debido al «nerviosismo por la [percepción de] racismo» [nervousness about race] en la creencia de que la investigación contra hombres paquistaníes y musulmanes inflamaría las «tensiones raciales». Encontró que se disuadía a los maestros y trabajadores sociales de denunciar el abuso sexual infantil y las autoridades tendían a culpar a las niñas en lugar de a los perpetradores, descartando los informes de explotación infantil como «prostitución infantil». El informe también concluyó que la información no se compartió adecuadamente entre las agencias de la policía.
En declaraciones tras la publicación del informe, el subdirector de policía de Mercia Occidental, Richard Cooper, dijo que le avergonzaba reconocer los fracasos del pasado, pero insistió en que ahora había un enfoque muy diferente. «Las víctimas son vistas como víctimas y estamos absolutamente dedicados a la protección de los niños», dijo a los periodistas. «No había la cohesión que tenemos hoy. Hemos creado equipos que incorporan a la policía y a otros organismos».